# Организација међународног цивилног ваздухопловства
Организација међународног цивилног ваздухопловства (енгл. International Civil Aviation Organization), позната по свом акрониму ИКАО (од енгл. ICAO), је специјализована организација Уједињених нација чија је улога да креира и модернизује стандарде и препоруке у међународнм ваздухопловству, са циљем да се обезбеди безбедан, ефикасан и уређен развој ваздухопловства.
Основни документ на основу ког ИКАО функционише је Конвенција о међународном ваздушном саобраћају потписана у Чикагу 1944. године, која се још зове и Чикашка конвенција. До 2007. године 190 земаља света су постале чланице ИКАО-а потписивањем те конвенције.

## ИКАО организација
ИКАО ради кроз скупштину, савет и секретаријат. Скупштину чине представници свих земаља чланица. Она се састаје сваке три године да анализира рад организације у протеклом периоду, постави циљеве, буџет и изабере Савет које ће руководити организацијом до следећег састанка скупштине.
ИКАО Савет се састоји од чланова из 36 земље који раде у седишту ИКАО-а у Монтреалу, Канада и канцеларијама за регионе:
1. Азија и Пацифик: Бангкок, Тајланд
2. Средњи исток: Каиро, Египат
3. Западна и централна Африка: Дакар, Сенегал
4. Јужна Америка: Лима, Перу
5. Северна Америка, централна Америка и Кариби: Град Мексико, Мексико
6. Источна и јужна Африка: Најроби, Кенија
7. Европа и северни Антлантик: Париз, Француска
Стручну подршку за доношење стандарда обезбеђује Комисија за ваздушну пловидбу која се састоји од независних експерата који нису представници земаља чланица, а Секретаријат обавља техничке послове. Највиши чиновници ИЦАО-а су Председник Савета и Генерални Секретар.

## Чланство Србије у ИКАО-у
Југославија је једна од земаља која је учествовала у оснивању организације, у ФНРЈ је Чикашка конвенција је ратификована 1953. године. У току санкција чланство у ИКАО-у је суспендовано, да би се обновило 2001. године. После одвајања из заједнице са Црном Гором, Србија је самостална чланица ИКАО-а.

## ИКАО стандарди
ИКАО материјали могу бити:
1. Стандарди и препоручена пракса (енгл. SARPS, Standards And Recommended Practices)
2. Процедуре за услуге контроле летења (енгл. PANS, Procedures for Air Navigation Services)
3. Регионалне додатне процедуре (енгл. SUPPs, Regional SUPPlementary Procedures)
4. Приручници у разним форматима

Стандарди су спецификације којих се све земље чланице морају придржавати. Ако се земља чаница изузетно не може придржавати неког стандарда, дужна је да о томе обавести Савет и објави неусаглашеност са стандардом. Препоручена пракса су спецификације које нису обавезне, али је пожељно да буду испуњене. Земље чланице су позване да о неусаглашености обавесте Савет.
САРПс чине основни и глобални захтеви, док су детаљнији захтеви изражени као ПАНС у посебним ИЦАО документима. Да би се неки материјал квалификовао за САРПс или ПАНС, мора се односити глобално на цео свет. СУППс су додатне процедуре које се односе локално на поједине регионе. Нпр Европа као регион са интезивним и густим ваздушним саобраћајем има прописане многе додатне процедуре. Земље чланице су позване да о неусаглашеностима са ПАНС или СУППс обавесте Савет уколико је упућеност у те неусаглашености битна за сигурност ваздушног саобраћаја.
Приручници су материјали најнижег степена, њихова намена је да употпуне, допуне или образложе остале стандарде.

## ИКАО Анекси
Основни стандарди ИКАО-а су садржани у 19 анекса Чикашке конвенције:
1. Анекс 1 – Лиценцирање особља (Personnel Licensing)
2. Анекс 2 – Правила летења (Rules of the Air)
3. Анекс 3 – Метеоролошке услуге у међународној ваздушној пловидби (Meteorological Service for International Air Navigation)
4. Анекс 4 – Аеронаутичке карте (Aeronautical Charts)
5. Анекс 5 – Јединице мере које се користе у операцијама у ваздуху и на земљи (Units of Measurement to be Used in Air and Ground Operations)
6. Анекс 6 – Ваздухопловна делатност (Operation of Aircraft) 
део I – Међународни комерцијални авио саобраћај (International Commercial Air Transport)
део II – Међународни генералани авио саобраћај (International General Aviation)
део III – Хеликоптери (Helicopters)
7. Анекс 7 – Државна припадност и регистрационе ознаке (Aircraft Nationality and Registration Marks)
8. Анекс 8 – Пловидбеност ваздухоплова (Airworthiness of Aircraft)
9. Анекс 9 – Олакшице (на аеродромима) (Facilitation)
10. Анекс 10 – Ваздухоповне телекомуникације (Aeronautical Telecommunications) 
део I – Радио-навигациони уређаји (Radio Navigation Aids)
део II – Комуникационе процедуре (Communication Procedures)
део III – Комуникациони системи (Communication Systems)
део IV – Системи за надзор и избегавање судара (Surveillance and Collision Avoidance Systems)
део V – Коришћење ваздухопловног спектра радио-фреквенција (Aeronautical Radio Frequency Spectrum Utilization)
11. Анекс 11 – Службе ваздушног саобраћаја (Air Traffic Services)
12. Анекс 12 – Трагање и спасавање (Search and Rescue)
13. Анекс 13 – Истраживање несрећа ваздухоплова (Aircraft Accident and Incident Investigation)
14. Анекс 14 – Аеродроми (Aerodromes) 
део I – Дизајн и делатност аеродрома (Aerodrome Design and Operations)
део II – Хелиодроми (Heliports)
15. Анекс 15 – Служба ваздухопловног информисања (Aeronautical Information Services)
16. Анекс 16 – Заштита околне средине (Environment Protection)
17. Анекс 17 – Обезбеђење; одбрана међународног цивилног ваздухопловства од незаконитих поступака (Security)
18. Анекс 18 – Безбедан транспорт опасних материја (The Safe Transportation of Dangerous Goods by Air)
19. Анекс 19 – Управљање безбедношћу (Safety Management)

## ИКАО кодови
ИКАО у развоју стандардних спецификација и поступака додељује јединствене кодове који се користе у разним врстама комуникације, нпр плановима летења, комуникацији ваздух-земља, ваздухопловној телефонији и сл. Неки од кодних система су:
1. Кодови земаља за регистрацију ваздухоплова
2. Кодови локација, укључујући и аеродроме, садржани у ИЦАО документу 7910
3. Кодови авио-компанија, ваздухопловних власти и пружаоца услуга, садржани у ИЦАО документу 8585
4. Кодови типова ваздухоплова (на основу којих се знају карактеристике ваздухоплова), садржани у ИЦАО документу 8643
5. Кодови ваздушних рута, садржани у ИЦАО документу 9613